# 宮崎礼壹
- 宮﨑礼壹
- 宮崎礼壹
- 宮﨑礼壱
- 宮﨑礼壱

宮﨑 礼壹（みやざき れいいち、1945年〈昭和20年〉5月13日 - ）は、日本の検察官。
内閣法制局総務主幹、内閣法制局第二部部長、内閣法制局第一部部長、内閣法制次長、内閣法制局長官、法政大学大学院法務研究科教授などを歴任した。

## 概要
埼玉県出身の検察官である。東京地方検察庁、岡山地方検察庁、札幌地方検察庁で検事を務めた。また、法務省においても、矯正局付の検事や刑事局の参事官を務めた。のちに内閣法制局に出向し、総務主幹を経て、第二部や第一部の部長を務めるなど、要職を歴任した。2004年には内閣法制次長に就任した。2006年には阪田雅裕の後任として内閣法制局長官に就任し、第1次安倍内閣から鳩山由紀夫内閣にかけて同職を務めた。退職後は、法政大学の大学院にて法務研究科の教授を務めた。

## 来歴

### 生い立ち
1945年（昭和20年）5月13日に埼玉県にて生まれ、1950年（昭和25年）から東京都で暮らす。1964年（昭和39年） 東京都立日比谷高等学校卒業、1967年（昭和42年） 東京大学法学部4年次在学中に旧司法試験に合格した。

### 検察官、法制官僚として
卒業後は司法修習生を経て検察官となった。東京地方検察庁などで検事を務め、法務省刑事局では参事官も務めた。のちに内閣法制局に移り、第二部長、第一部長、内閣法制次長を歴任した後に、2006年（平成18年）9月に第1次安倍内閣にて内閣法制局長官に就任した。長官在任中、集団的自衛権の行使は違憲であるとの日本国憲法第9条に関する憲法解釈について、内閣総理大臣の安倍晋三から解釈変更の指示を受けたが、職員の総辞職の可能性を示唆して抵抗し、阻止した。鳩山由紀夫内閣まで内閣法制局長官を務めたが、2010年（平成22年）1月15日に長官を辞職した。
2021年4月の春の叙勲で瑞宝大綬章受章。

## 政策・主張
平和安全法制
第1次安倍内閣、および、第1次安倍改造内閣の下で内閣法制局長官を務めた経験を持つが、第3次安倍内閣が推進する平和安全法制に対しては否定的である。
2015年6月22日、衆議院平和安全法制特別委員会の参考人質疑において、安倍政権が提出した平和安全法制整備法案と国際平和支援法案について「法案は9条に違反し速やかに撤回すべきだ」と批判した。さらに、日本における集団的自衛権の行使について「憲法9条のもとでは認められないのは日本で確立した憲法解釈だ」と指摘したうえで「政府自身がこれを覆す法案を国会に提出するのは、法的安定性を自ら破壊するものと言わなければならない」と評している。なお、宮﨑の前任の内閣法制局長官である阪田雅裕も質疑に出席していたが、同様に法案の内容を批判した。

## 略歴

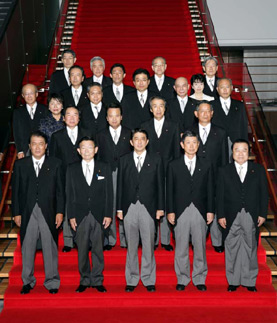
2007年8月27日、総理大臣官邸にて第1次安倍改造内閣の閣僚らと

- 1967年（昭和42年）9月30日 司法試験第二次試験合格
- 1968年（昭和43年）3月 東京大学法学部卒業
- 1968年（昭和43年）4月 司法修習生
- 1970年（昭和45年）4月8日 東京地方検察庁検事
- 1971年（昭和46年）3月25日 岡山地方検察庁検事
- 1974年（昭和49年）8月20日 東京地方検察庁検事
- 1977年（昭和52年）4月18日 札幌地方検察庁検事
- 1979年（昭和54年）3月26日 法務省矯正局付
- 1984年（昭和59年）3月26日 東京地方検察庁検事
- 1984年（昭和59年）11月20日 法務省刑事局参事官
- 1987年（昭和62年）9月21日 内閣法制局参事官（第二部）
- 1993年（平成5年）7月30日 内閣法制局総務主幹
- 1996年（平成8年）1月16日 内閣法制局第二部長
- 2002年（平成14年）8月27日 内閣法制局第一部長
- 2004年（平成16年）8月31日 内閣法制次長
- 2006年（平成18年）9月26日 内閣法制局長官就任
- 2010年（平成22年）1月15日 退官